# Stadttheater Gießen

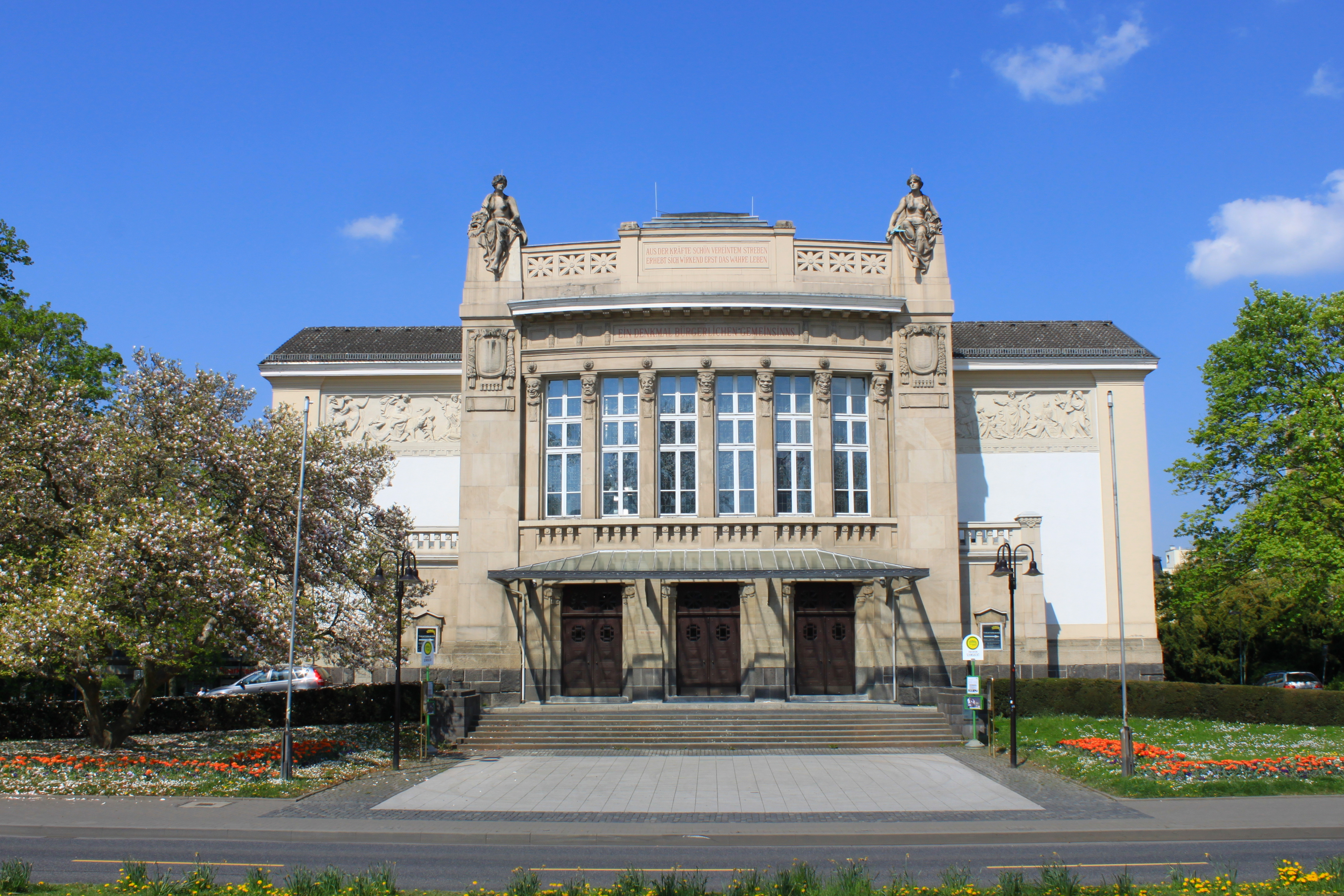
Stadttheater, Frontansicht 2011

Das Stadttheater Gießen am Berliner Platz in Gießen ist als Fünfspartenhaus mit überregionaler Ausstrahlung eines der kulturellen Zentren und zudem eins von sechs großen öffentlich finanzierten Theatern in Hessen. Das freistehende neoklassizistische, aber teilweise vom Jugendstil beeinflusste Gebäude wurde 1907 nach Plänen des Wiener Architekturbüros Fellner & Helmer erbaut. Es bietet auf zwei Bühnen und insgesamt 652 (Großes Haus) bzw. 99 (taT) Plätzen ein vielfältiges Repertoire an Oper, Musical und Operette, klassischem und zeitgenössischem Schauspiel sowie modernem Tanztheater. Intendantin ist seit der Spielzeit 2022/2023 Simone Sterr.

## Geschichte

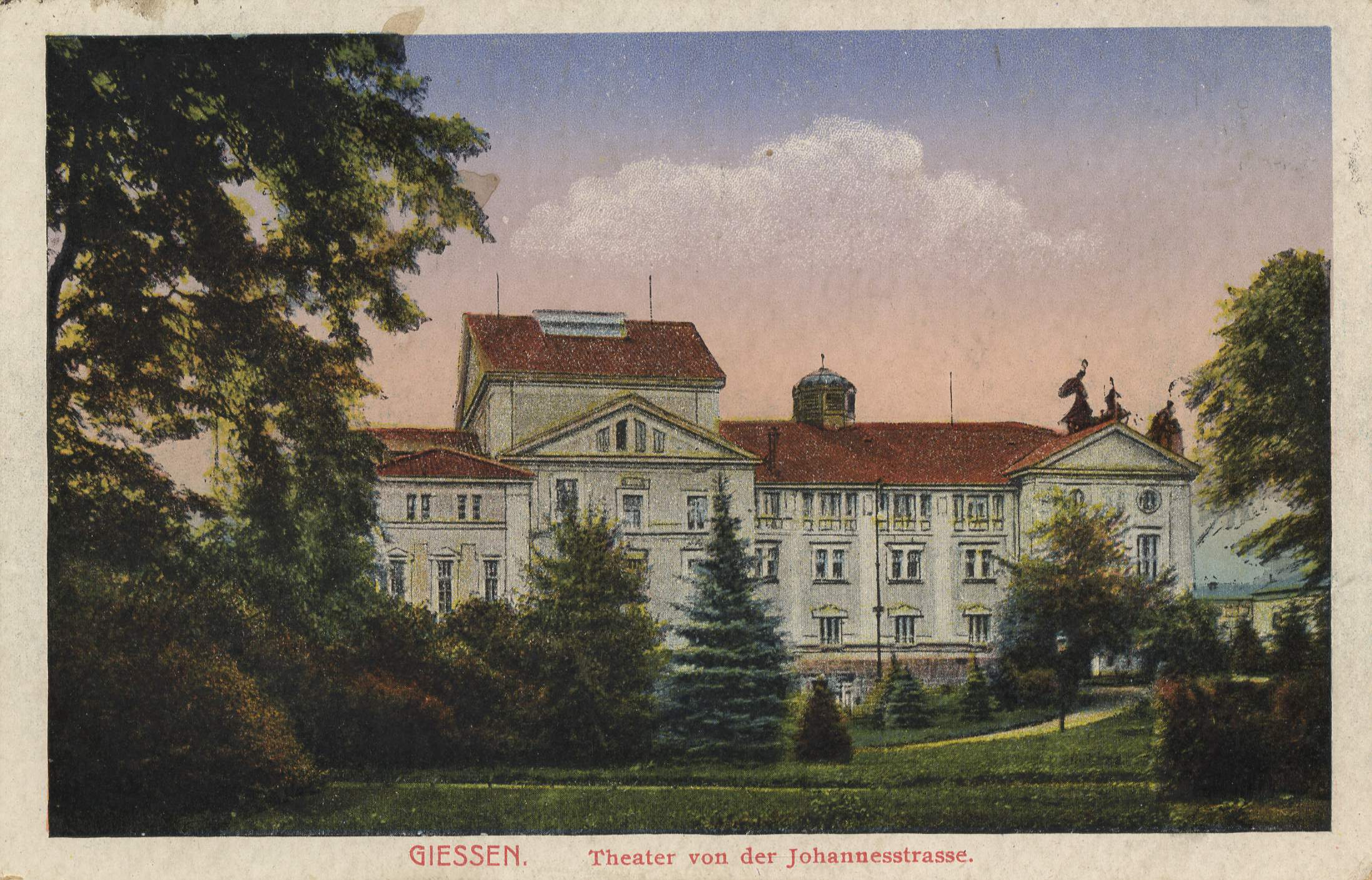
Seitenansicht von Süden ab 1906

1890 gründete sich ein Theaterverein aus Gießener Bürgern um den Universitätsprofessor Carl Fromme, zunächst mit dem Zweck, die Theaterkultur der Stadt zu verbessern, z. B. durch Gastspiele auswärtiger Ensembles. Ab 1897 begann der Verein unter seinem Vorsitzenden Fromme, Gießen als eigenen Theaterstandort auszubauen. Dazu schloss man sich ab der Spielzeit 1902/1903 auch zu einer Theaterunion mit den Städten Marburg und Bad Nauheim zusammen.
Da das bisherige Theaterlokal in Gießen als Spielstätte ungenügend war, unternahm der Theaterverein ab dem Frühjahr 1901 erste Bestrebungen zur Errichtung eines eigenen Theaterbaus. Aufgrund fehlender finanzieller Mittel ließen sich diese aber nicht umsetzen. Im Juli 1903 wurden diese Bemühungen wieder intensiviert. Die Stadt Gießen erklärte sich bereit, ein Grundstück kostenlos zur Verfügung zu stellen. Deswegen und dank einer Bürgerinitiative um den Theaterverein, die aus Anlass der 300-Jahr-Feier der Gießener Universität im Jahr 1907 eine feste Theaterspielstätte forderte und zwei Drittel der Baukosten spendete, konnte das Gießener Stadttheater für insgesamt 630.000 Mark erbaut werden. Daher wurde über dem Portal die Inschrift angebracht: „EIN DENKMAL BÜRGERLICHEN GEMEINSINNS“.
1905 wurde zunächst ein Architekturwettbewerb ausgelobt, der für alle in Gießen ansässigen Architekten offen war, zu dem aber auch einige auswärtige Architekten besonders eingeladen wurden – nämlich die vier ausgewiesenen Theater-Spezialisten Martin Dülfer (München), Bernhard Sehring (Berlin), Carl Moritz (Köln) und Fellner & Helmer (Wien), außerdem der heute in Vergessenheit geratene Münchner Architekt C. Tittrich. Der Entwurf des Wiener Büros Fellner & Helmer, der in Zusammenarbeit mit dem Gießener Architekten Hans Meyer entstand, wurde prämiert und schließlich zur Ausführung bestimmt, Hans Meyer übte dabei die Bauleitung aus. Das Gebäude ähnelt in seiner vom Jugendstil beeinflussten Architektur – außer in Größe, Details und Farbe – dem Stadttheater Klagenfurt und dem Stadttheater Gablonz (heute: Jablonec nad Nisou), die ebenfalls von Fellner und Helmer stammen. Da Hermann Helmer sich gegen den Sezessionismus, die typische Wiener Spielart des Jugendstils, äußerte, wird gelegentlich in der architekturgeschichtlichen Fachliteratur vermutet, dass diese Theaterbauten von seinem Sohn Hermann Helmer jun. bearbeitet wurden, der sein Architekturstudium 1902 in Wien abschloss und danach im väterlichen Atelier mitarbeitete.

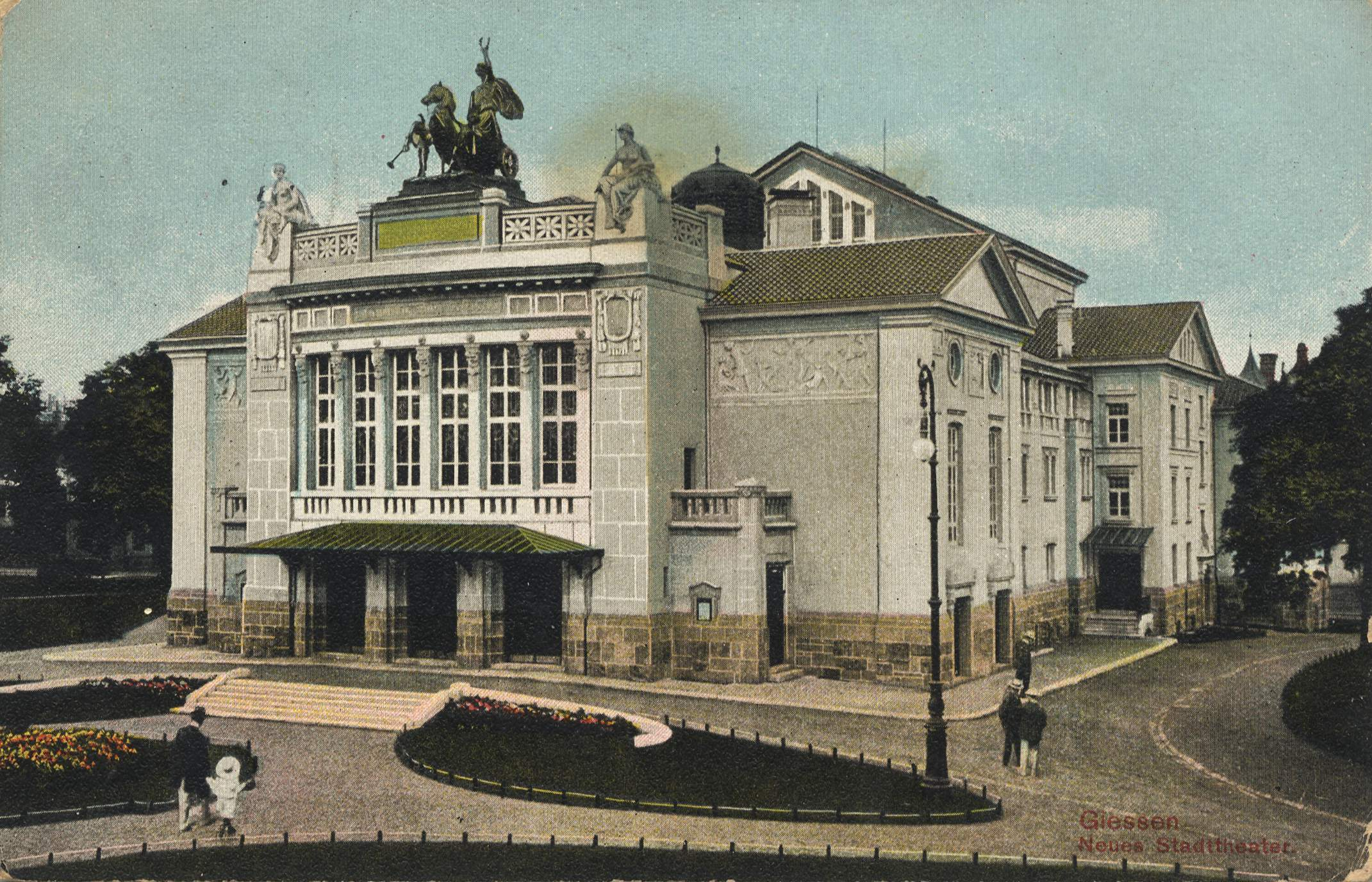
Gießen
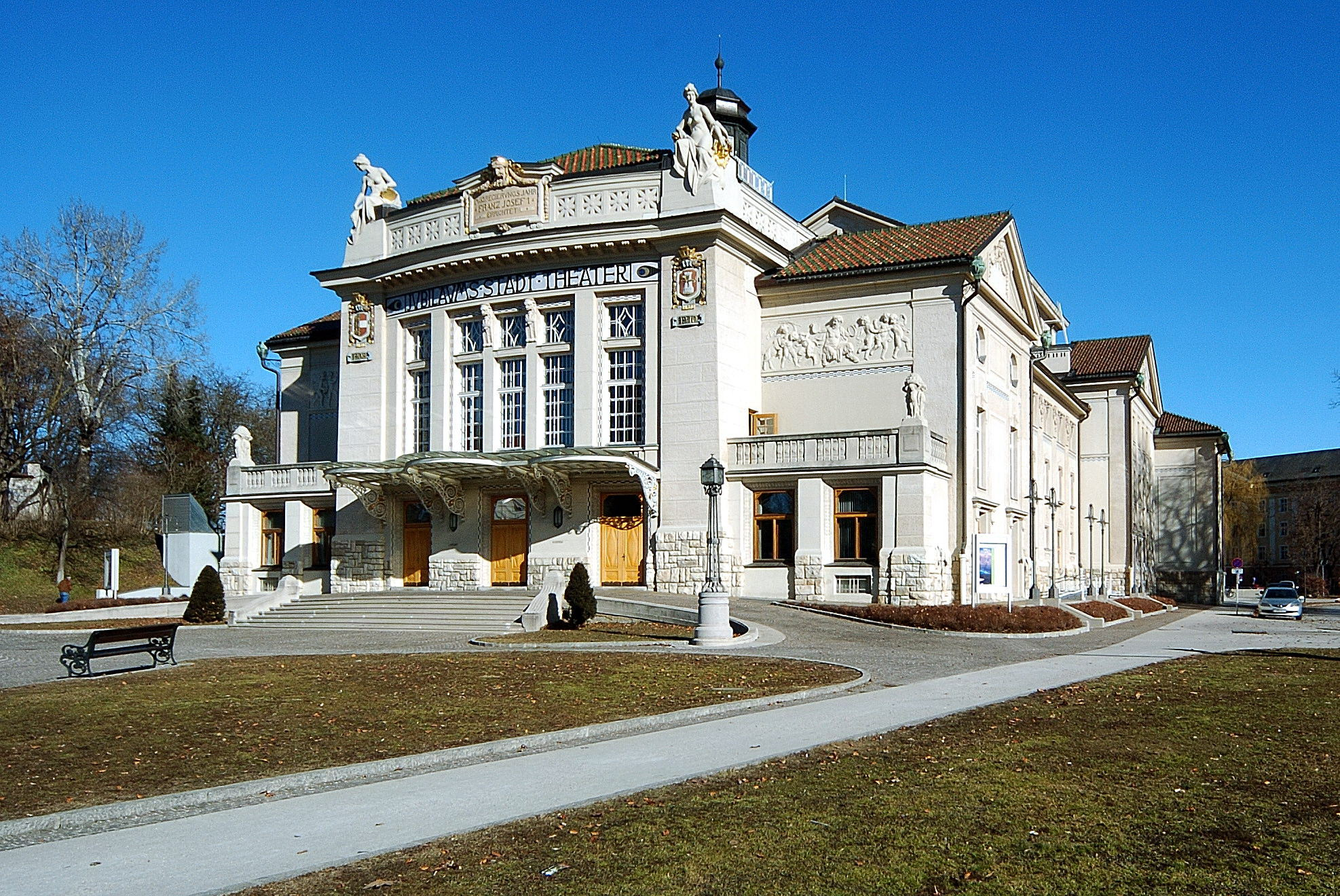
Klagenfurt
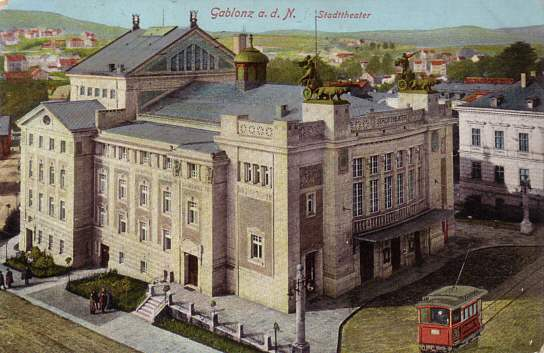
Gablonz

Eröffnet wurde das Theater am 27. Juli 1907 mit „Das Vorspiel auf dem Theater“ aus Johann Wolfgang von Goethes Faust, Der zerbrochne Krug von Heinrich von Kleist sowie Wallensteins Lager von Friedrich Schiller. Erster Intendant wurde Hermann Steingoetter, der schon seit 1903 als Direktor in Gießen wirkte. In den ersten zwanzig Jahren dominierte das Sprechtheater, das 1932/1933 durch ein eigenes Orchester zum Musiktheater erweitert wurde.
Im Zweiten Weltkrieg fiel am 6. Dezember 1944 das Zuschauerhaus Brandbomben zum Opfer. Weil die finanziellen Mittel fehlten, konnte das Dach nur notdürftig repariert werden und erst sechs Jahre später, im Jahr 1951, kam es mit Hilfe einer Theater-Tombola zu vollständigen Renovierungsarbeiten. Dabei wurden der Zuschauerraum, das Foyer und die Kassenhalle saniert, die historischen Stilelemente gingen bei den Arbeiten verloren. Die Wiedereröffnung des Theaters fand am 18. November 1951 mit Richard Wagners Tannhäuser statt. Heute ist das Stadttheater eines der wenigen erhaltenen Vorkriegsgebäude in der Gießener Innenstadt.
1978/1979 kam es zu einem weiteren Umbau, wobei man den Zuschauerraum in ein Rangtheater umwandelte. Das Foyer und die Kassenhalle stellte man stilgetreu wieder her. „Insbesondere die erneuerte Jugendstil-Fensterfront des Foyers aus dem Jahre 1907 ist hervorzuheben“, schreibt ein Chronist.
1998 fand der bislang letzte Umbau statt, wobei man den Zuschauerraum mit einer Akustikdecke und einer neuen Bestuhlung ausstattete. Zudem wurden im 1. Obergeschoss die Logen wieder installiert und die Obermaschinerie sowie der Schnürboden vollständig saniert.

## Architektur

### Lage
Das Stadttheater steht am Berliner Platz als freistehendes Gebäude auf einem Eckgrundstück. Von der Nord- bis zur Südseite grenzt das Theater an das Straßennetz an und zur Westseite erstreckt sich eine kleine Parkanlage.

### Grundriss
Das Gebäude hat einen symmetrischen Grundriss und ist mit seinem Haupteingang nach Süden hin ausgerichtet. Betrachtet man die einzelnen Raumteile, fällt auf, dass diese fließend ineinander übergreifen, aber dennoch eine klare Strukturierung der verschiedenen Elemente hervorgeht. So gelangt man durch den Eingang in das Foyer, von dem jeweils zwei Türen auf der rechten und linken Seite abgehen. Auf dem Grundriss erkennt man, dass die beiden vorderen Räume nur ungefähr halb so groß sind wie die hinteren. Vom Foyer aus erreicht man über wenige Stufen den zentral gelegenen Saalbau und seinen Umgang, der sich bis hin zu den Außenwänden erstreckt. Dieser Baukörper bildet zugleich den schmalsten Abschnitt des Theaters. Ebenfalls am Anfang des Saalumgangs befinden sich auf beiden Seiten die Aufgänge zu den oberen Rängen, wobei diese Aufteilung dem „deutschen Typ“ entspricht. Hinter dem Saalbau erstrecken sich das Bühnenhaus und die Bühnennebenräume, die wiederum etwas breiter geschnitten sind. Den hinteren Teil des Gebäudes bilden Hinterbühne und Depots. Dieser ist zugleich der breiteste Baukörper.

### Architektur außen
Betrachtet man den Gesamtbaukörper, fällt auf, dass man schon am Äußeren erahnen kann, wie sich der Innenraum zusammensetzt. Die Addition der einzelnen Funktionsbauteile im Inneren bestimmt die äußerliche Erscheinung. Dabei ist die Aufteilung wie folgt: Vestibül-Foyerbau, Treppenhäuser, Saalbau, Bühnenhaus, Bühnennebenräume, Hinterbühne und Depots. Der Wechsel zwischen Satteldach und Walmdach markiert nochmals die einzelnen Baukörper.

Hauptfassade
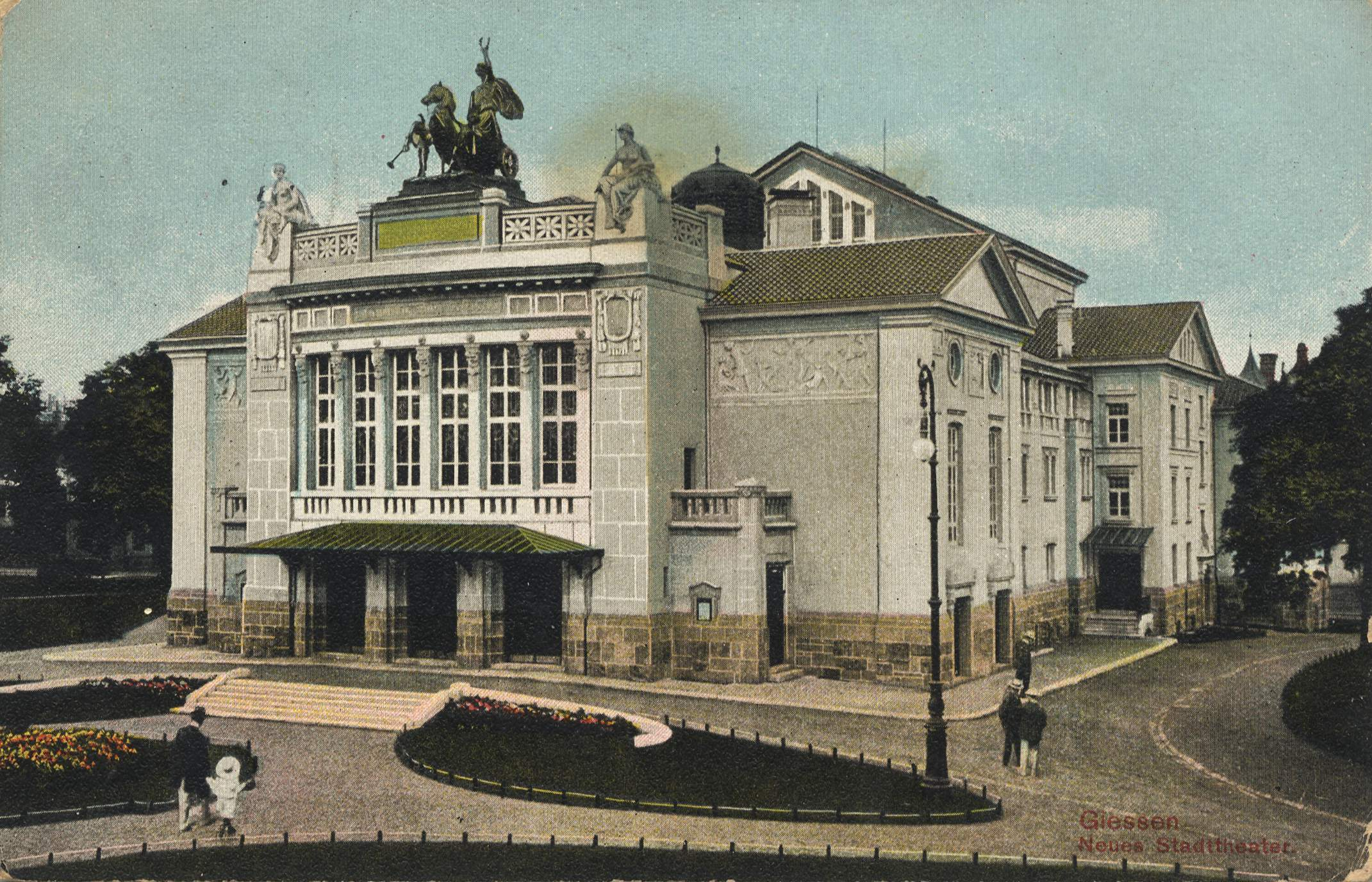
Historische Ansicht der Vorderseite (1912)
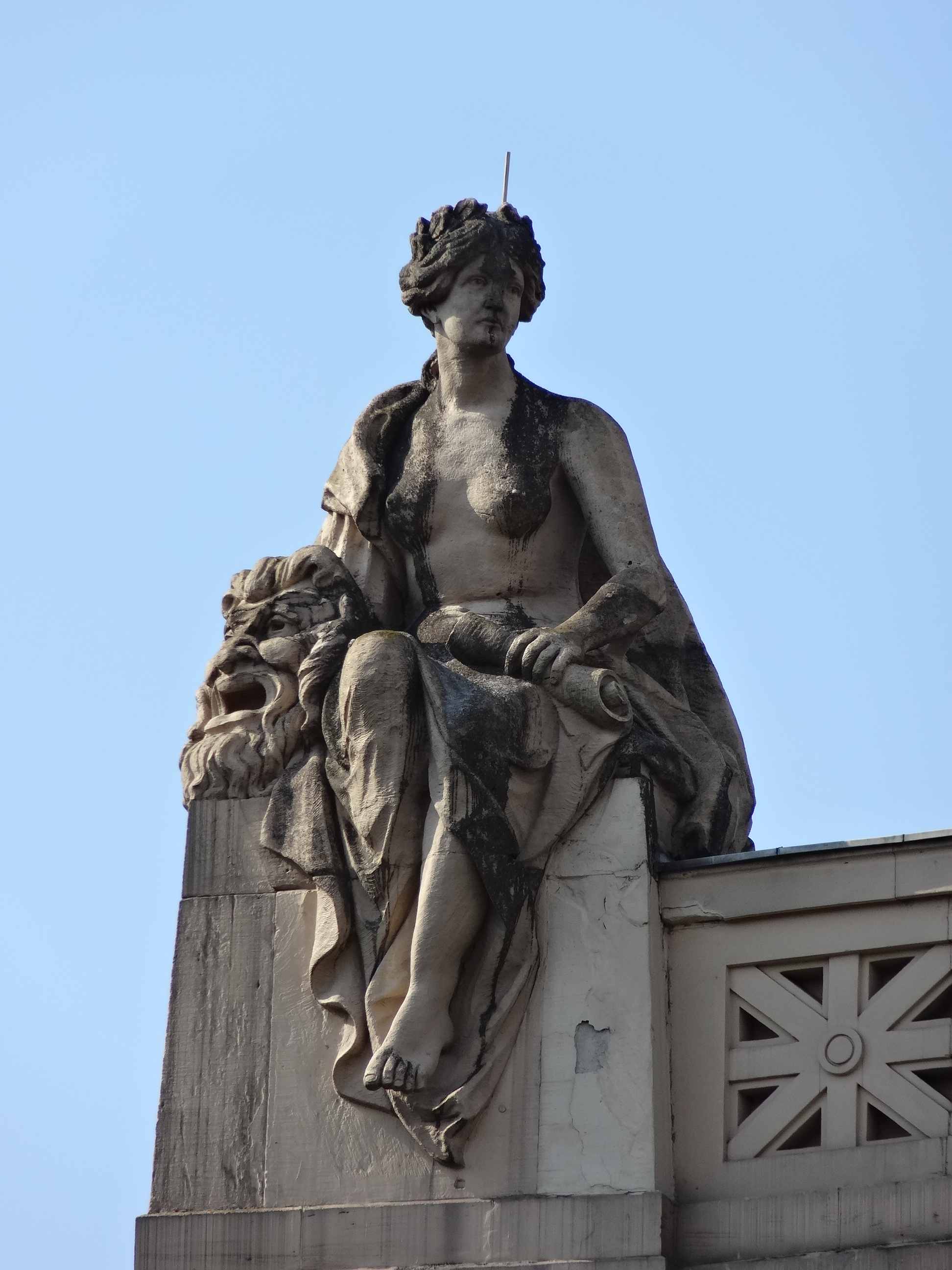
Thalia
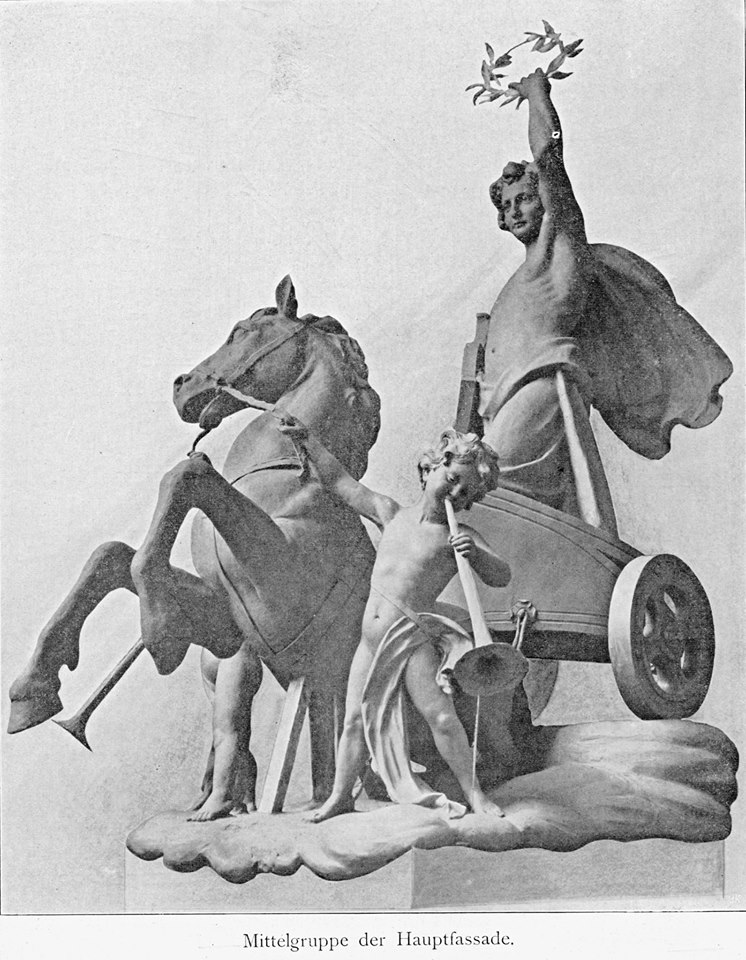
Ursprüngliche Mittelgruppe: Apoll auf dem Streitwagen (1907)
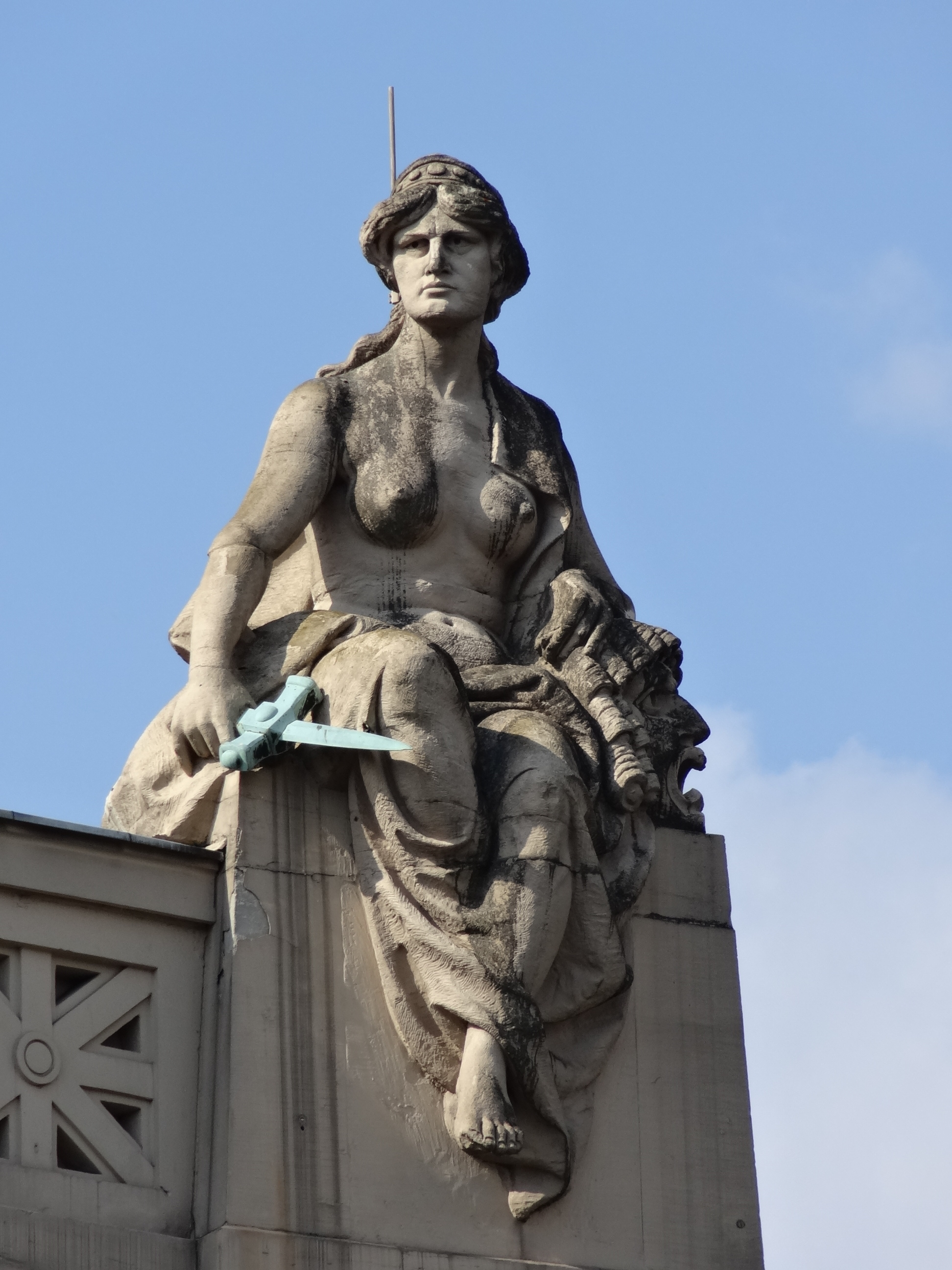
Melpomene

Die sandfarben verputzte Fassade erhebt sich über „einem aus Ettringer Tuffstein gefertigten Sockelgesims“. Die drei großen, dunkelbraunen Eingangsportale, die sich an der vorgezogenen Frontfassade befinden, erreicht man über ein paar Stufen vom Vorplatz aus. Sie werden von einem Glasdach überdacht. An der Vestibülfront erstrecken sich sechs lange, schmale Fenster, die weiß gerahmt und eine Jugendstil-Farbverglasung haben. Jeweils zwischen den Fenstern und abschließend rechts und links, befinden sich schmale Pfeiler, die am oberen Ende mit sieben verschiedenen allegorischen Darstellungen enden., darunter die Bosheit, der Hohn, die Lust, der Satyr, die Verachtung, der Witz und der Zorn. Darüber befindet sich die Inschrift „Ein Denkmal bürgerlichen Gemeinsinns“. Abgeschlossen wird die Fassade durch zwei Eckplastiken, einer „Attika mit dekorativen Steingittern“ und einer weiteren Inschrift in der Mitte. Bei den beiden Figuren handelt es sich links um die Statue der Thalia, der Muse des Lustspiels, und rechts um die Statue der Melpomene, der Muse des Trauerspiels. Zwischen den beiden findet man den Spruch von Friedrich Schiller: „Denn aus der Kräfte schön vereintem Streben erhebt sich wirkend erst das wahre Leben“.

Allegorische Darstellungen an der Fassade
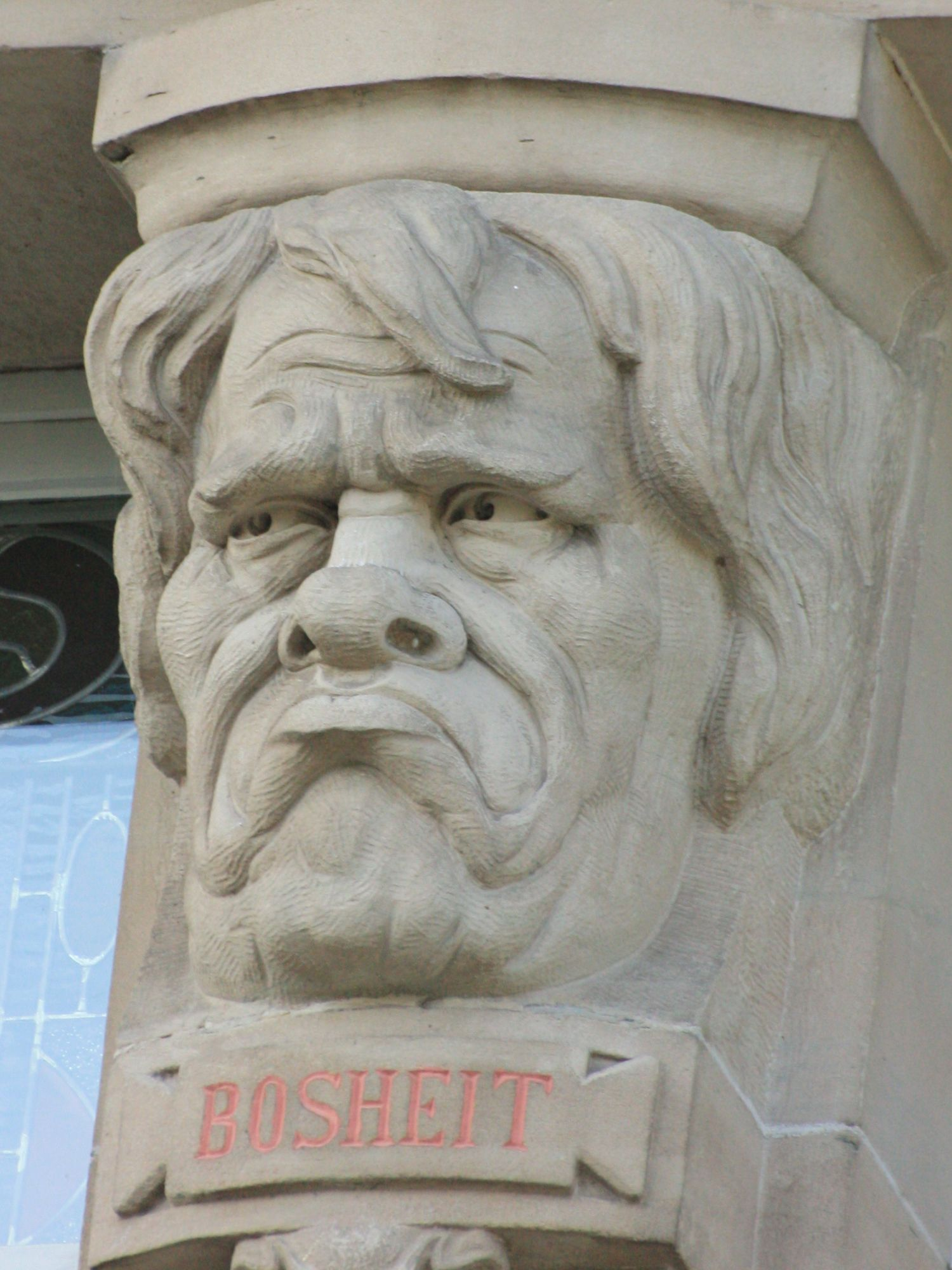
Bosheit
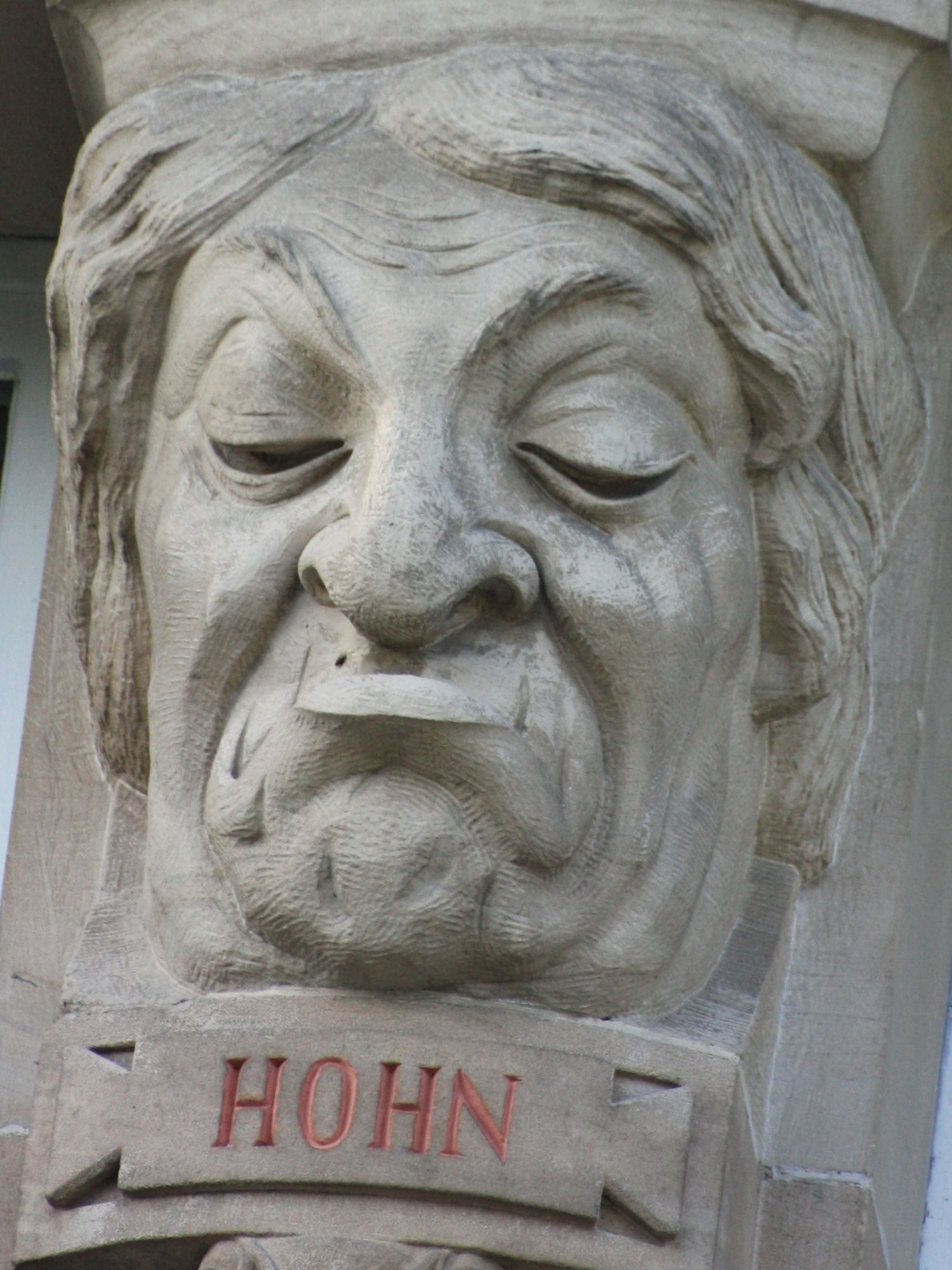
Hohn
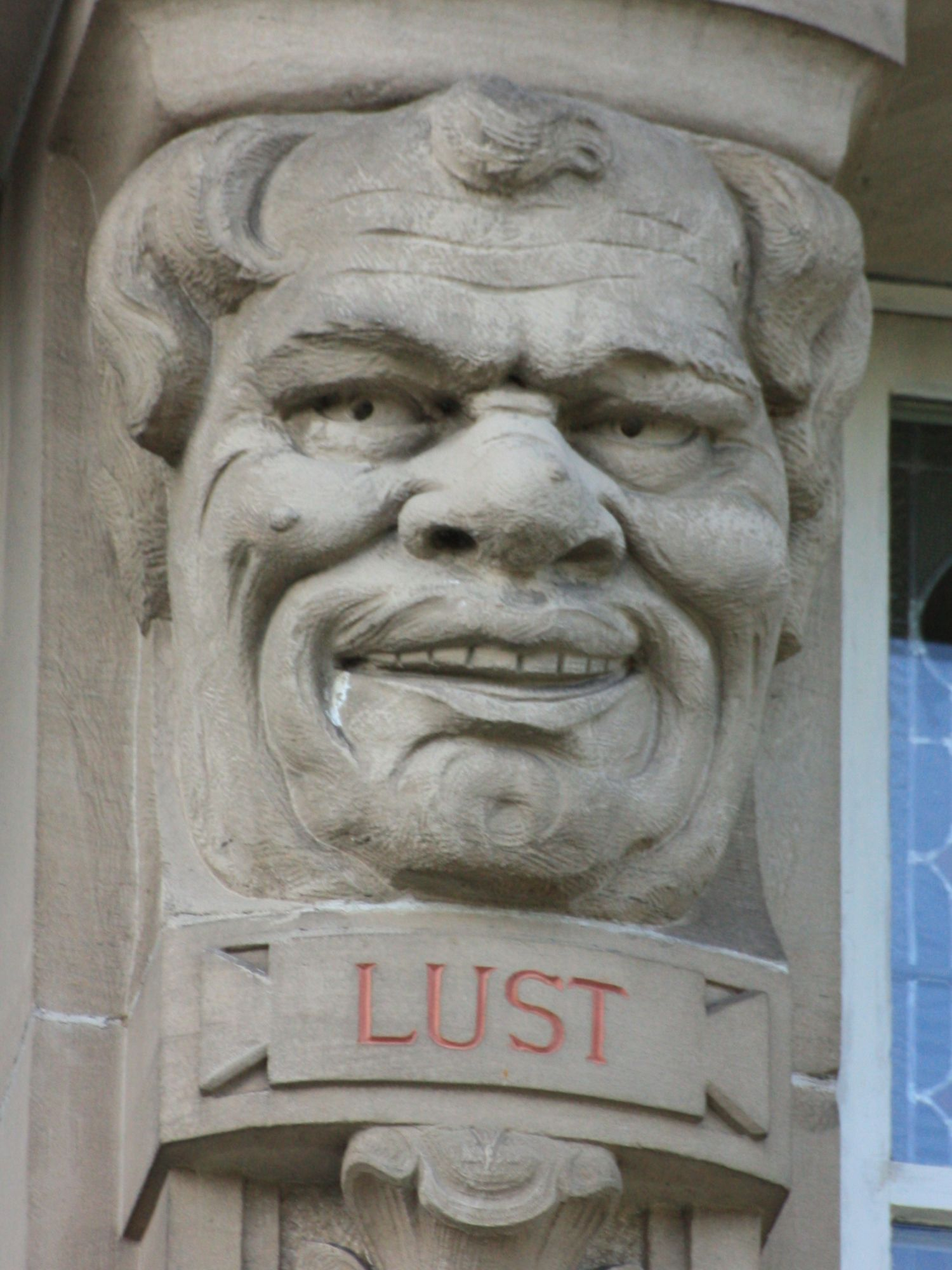
Lust
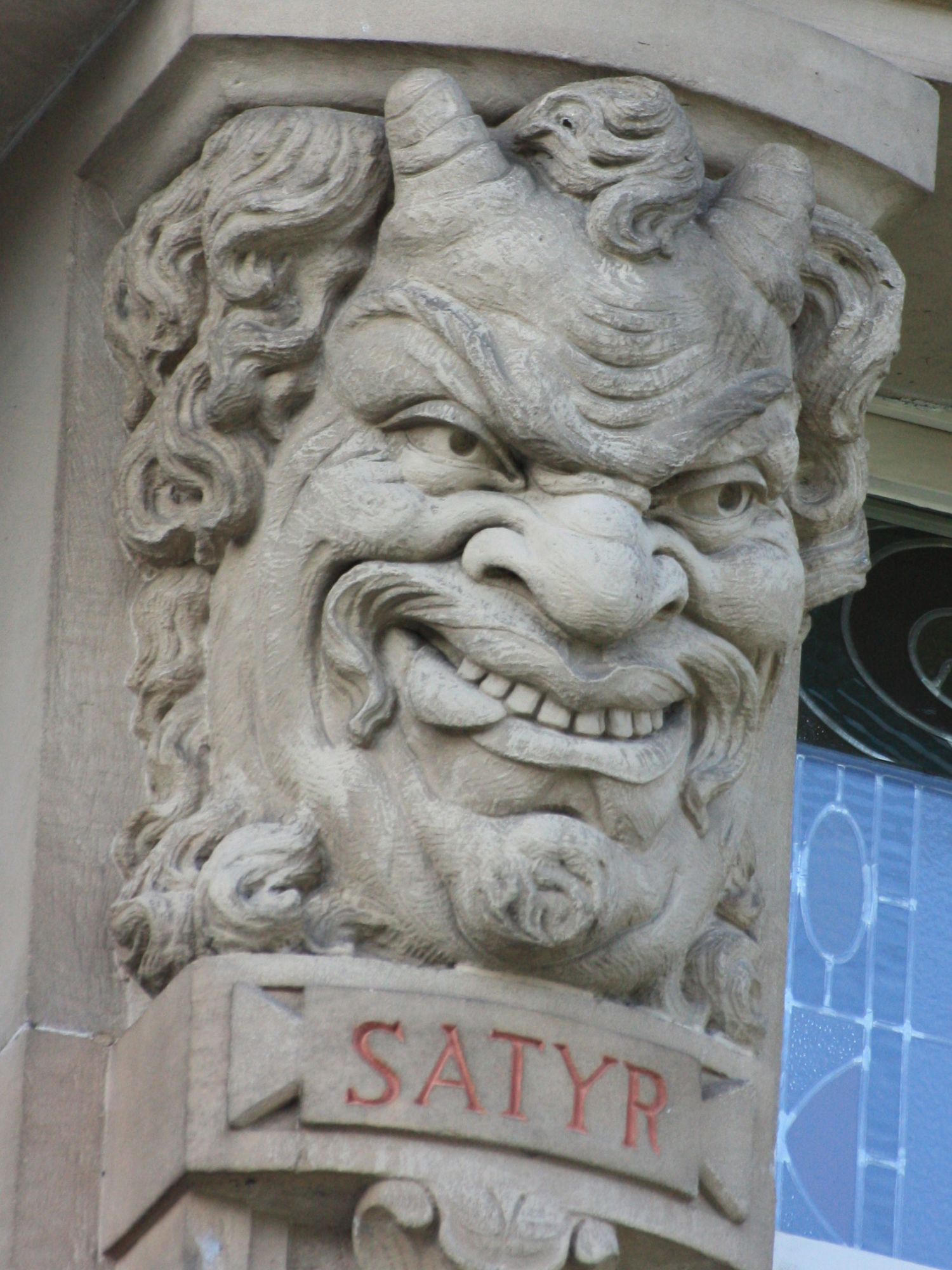
Satyr
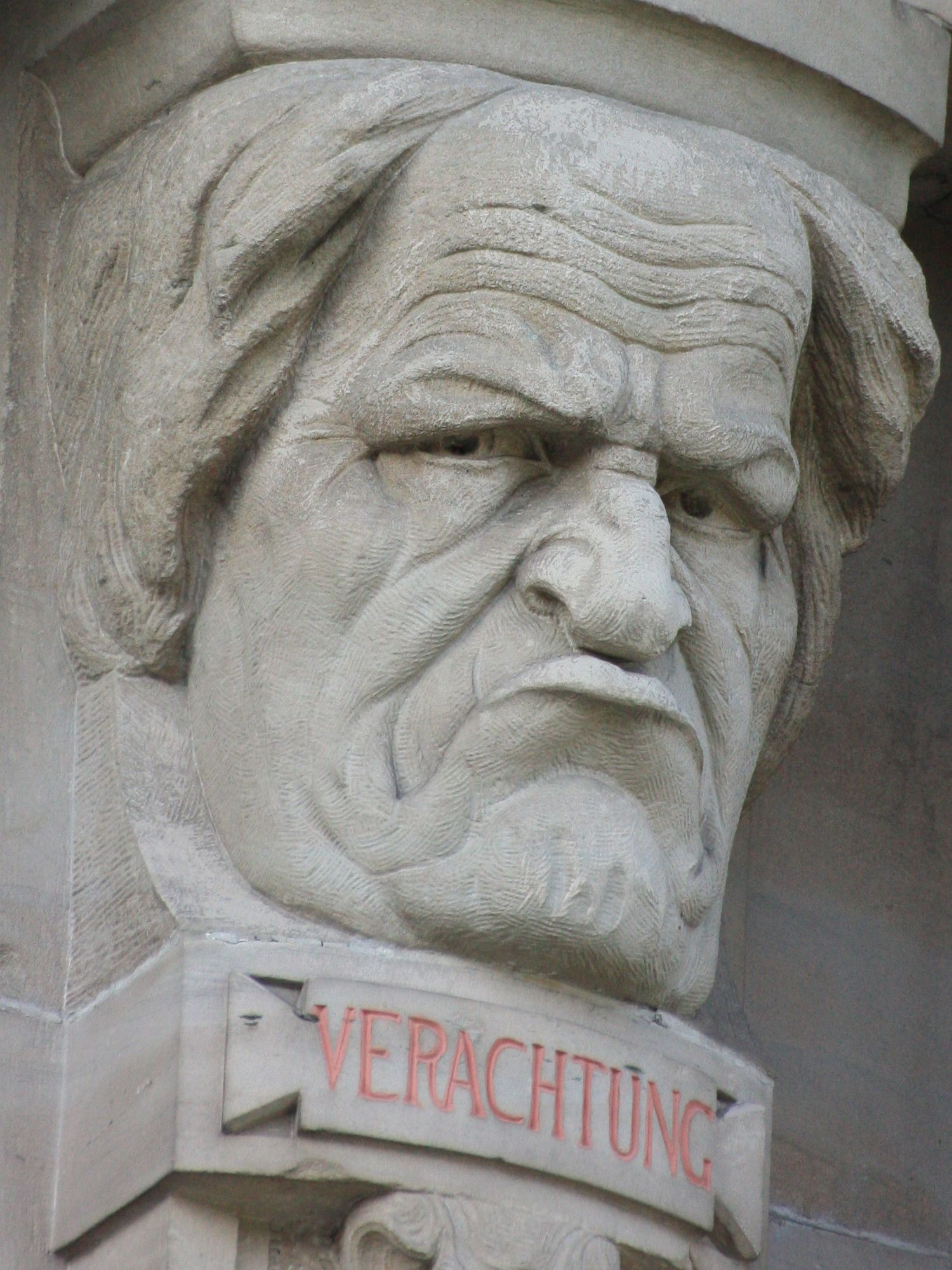
Verachtung
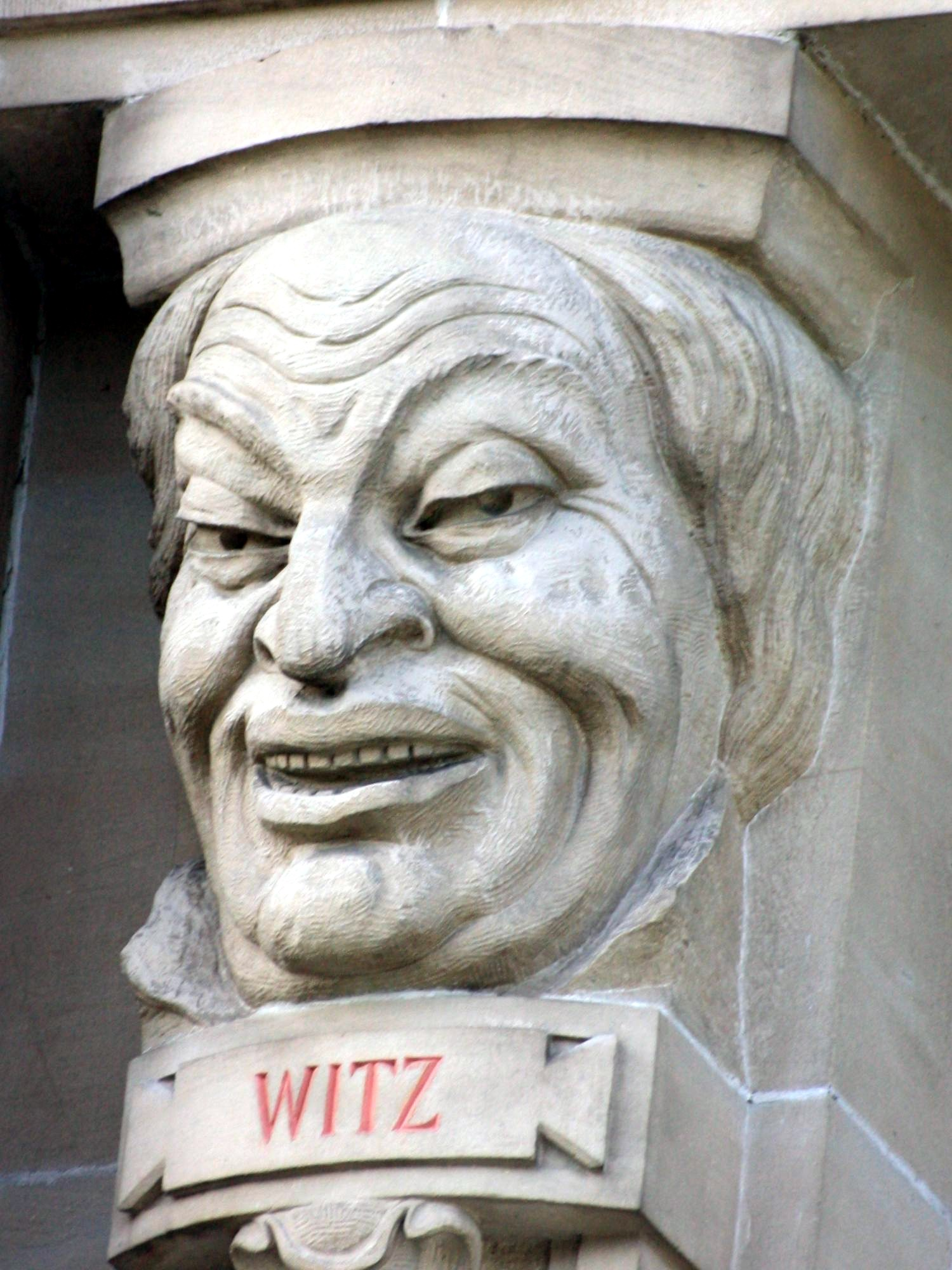
Witz
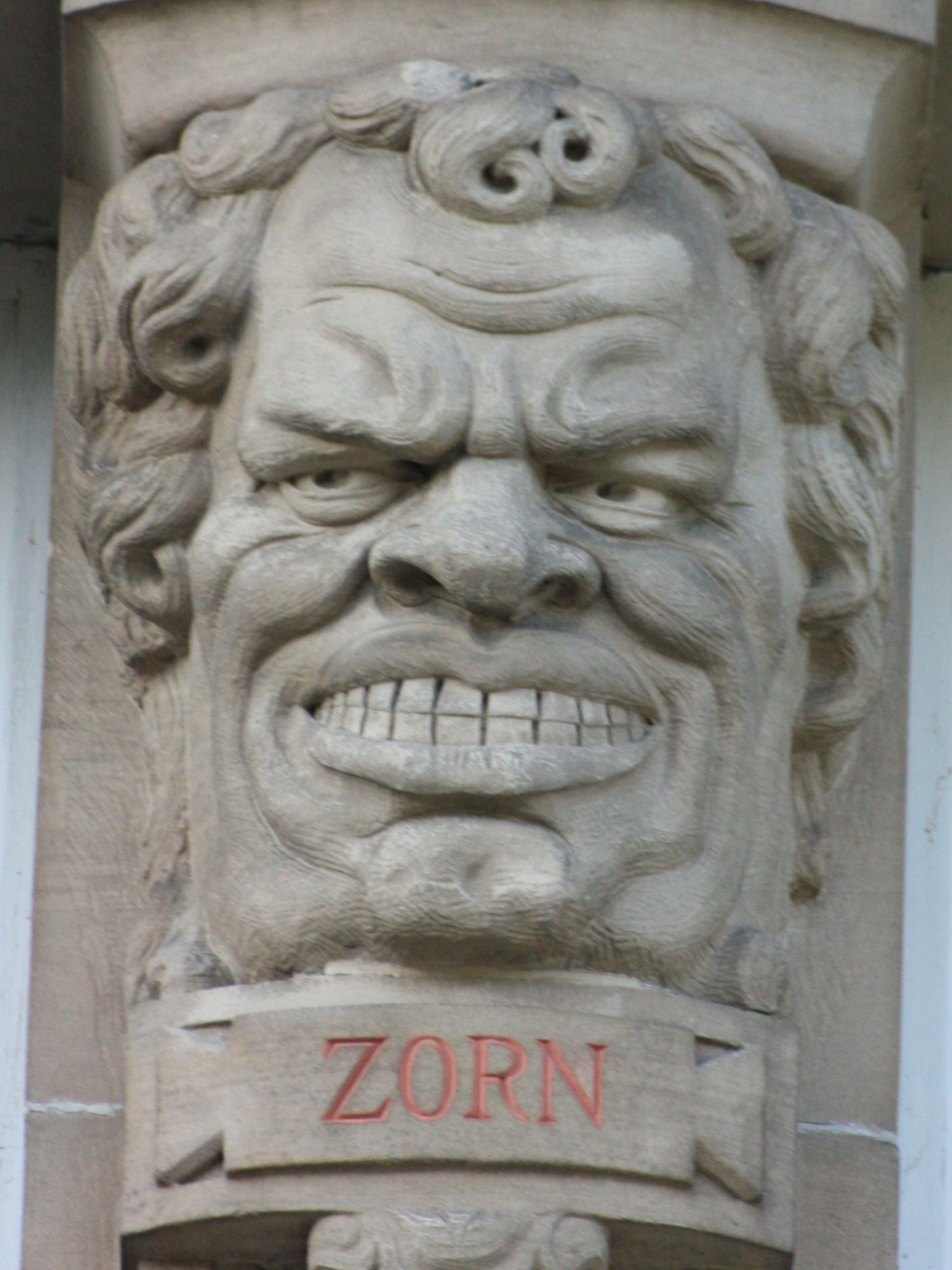
Zorn

Neben der Hauptfassade erstrecken sich zwei seitlich vom Vestibül gelegene Balkontreppen und zwei seitliche Anbauten mit Schmuckfriesen. Auf dem rechten Fries erkennt man die Geschichte, den Krieg, die Rhetorik, die Kunst und die Wissenschaft und auf dem linken den Tanz, den Wein, die Musik und die Liebe.
Das Theater ist lediglich an der Frontfassade etwas aufwändiger mit Skulpturen, Verzierungen und Inschriften gestaltet. Die Seitenfassaden sind hingegen sehr schlicht und eher neoklassizistisch gehalten. Der Bühnenturm, der sich über dem Bühnenhaus erstreckt, weist sechs lanzettförmige, in den Giebel aufsteigende, Fenster auf und wiederholt somit das Frontmotiv. Die beiden längsausgerichteten Dächer von Bühnenturm und Saalbau verleihen dem Bau eine entsprechende Richtung. Zusammengefasst bildet der Außenbau des Stadttheaters eine gute Mischung aus Neoklassizismus und Jugendstil.

### Architektur innen
„Die Architektur im Inneren ist frei entwickelt, und alle der Antike entnommenen Motive sind der modernen Formensprache angepasst. Das Vestibül mit Kassettendecke, Stuckteilung an den Wänden, einem roten Marmorsockel, gelben Marmorstufen, einem römischen Fliesenboden und in Messing facettierten Pendeltüren stimmt den eintretenden Besucher auf seinen Theaterbesuch ein. Von hier aus gelangen die Besucher direkt zu den Parkettsitzplätzen, während die Besucher zum 1. und 2. Rang über beidseitig angeordnete Treppenaufgänge geführt werden. Beim 1. Rang befindet sich ein Jugendstil-Foyer. Die Pfeiler zwischen Foyer und Wandelgang waren aus fein poliertem Kunstmarmor in der Farbe des ‚vert antique‘ gestaltet und wurden bei der Wiederherstellung des ursprünglichen Zustands im Jahr 1979 erneut umgestaltet. Das Zuschauerhaus war bei der Fertigstellung des Theaters frei von jeder Überladung. Die in Weiß gehaltene Decke war mit in Gold gefassten Ornamenten geschmückt und stand im Kontrast zum satten Rot der Wände sowie den mit rotem Pergamoid bespannten Theatersesseln. Insgesamt machte der Zuschauerraum mit seinen 600 Plätzen einen eleganten Eindruck. Die Bühneneinrichtung entsprach dem damals üblichen Standard. Die Stellwerke gehörten zu den modernsten in Deutschland. Sie ermöglichten die Durchführung von Schauspiel, Oper und Operettenaufführungen. Der Orchestergraben war so konzipiert, dass er bei Schauspiel- oder Konzertaufführungen angehoben werden konnte und die Bühnenfläche vergrößerte.“

## Stilistische Einordnung
Das von dem Architekturbüro Fellner & Helmer entworfene Architektur bildet eine einfache und zugleich strenge Form. Der Wechsel von schlichten, neoklassizistischen Stilelementen hin zur dekorativen Formensprache des Jugendstils, der trotz Verzierungen und verschiedener Ornamente sein „Prinzip des Formalismus“ nicht aufgibt, bildet ein harmonisches Erscheinungsbild. Die eigentlichen Jugendstilelemente spiegeln sich vor allem in den mit Farbverglasungen versehenen Fenstern wider, welche der geometrischen Richtung des Jugendstils folgen. Des Weiteren ist der Stil in der Attika erkennbar, welche die florale Richtung widerspiegelt, und zudem in den Eckplastiken an der Frontfassade.

## Struktur
Heute bietet der Spielplan des Stadttheaters ein vielfältiges Angebot in allen Sparten. Zehn Sinfoniekonzerte pro Saison sowie eine Reihe von Kammerkonzerten und Solistenporträts erfreuen sich bei Musikliebhabern der Region großer Beliebtheit. Ergänzt wird der Spielplan durch Einführungsveranstaltungen zu den einzelnen Inszenierungen sowie durch Lesungen und Diskussionsrunden, die regelmäßig im Jugendstil-Foyer stattfinden.
Neben dem Großen Haus mit seinen gut 600 Plätzen besteht mit der taT-Studiobühne seit September 2014 eine zweite Spielstätte mit rund 99 Plätzen, deren Schwerpunkt auf zeitgenössischen Stücken aller Sparten liegt. Das taT folgt auf das Theater im Löbershof (TiL) sowie die Zigarrenfabrik, die nach bzw. vor 1991 als Zweit-Spielstätten dienten. Mit dem Anliegen, lebendiges Gegenwartstheater zu zeigen, konnte zunächst das TiL, danach das taT (Theater am Theater) ein klares Profil entwickeln, das beim Gießener Publikum eine große und stetig wachsende Akzeptanz erfährt.
Kinder- und Jugendtheater ist am Stadttheater Gießen mit Inszenierungen für verschiedene Altersgruppen im Großen Haus und im taT ganzjährig zu sehen. Eine moderierte Konzertreihe für Schüler mit dem hauseigenen Philharmonischen Orchester richtet sich ebenfalls an das junge Publikum. Im Junior- und im Jugendclub sind Kinder und Jugendliche eingeladen mitzumachen. Zu einer festen Institution ist auch der Kinder- und Jugendchor des Stadttheaters geworden.
Mehr als 250 Mitarbeiter arbeiten am Stadttheater Gießen in rund 50 verschiedenen Berufen. Über die hauseigenen Produktionen hinaus pflegt das Stadttheater Koproduktionen mit anderen Theatern, mit den Hochschulen in Frankfurt, Gießen und der Hochschule für Gestaltung in Offenbach am Main im Rahmen der Hessischen Theaterakademie sowie mit den Veranstaltern und Vereinen der Stadt Gießen. Partnerschaften bestehen mit dem Staatstheater Darmstadt, Oper und Schauspiel Frankfurt, dem Stadttheater Heidelberg, dem Nationaltheater Mannheim, dem Staatstheater Kassel, dem Staatstheater Mainz, dem Hessischen Staatstheater Wiesbaden und dem Hessischen Landestheater Marburg. Ab der Spielzeit 2014/15 begann das Theater außerdem Kooperationen mit der Freien Szene, auch und vor allem mit dem Institut für Angewandte Theaterwissenschaft der Gießener Universität.
Seit der Spielzeit 2022/23 ist Simone Sterr Intendantin und Martin Reulecke Geschäftsführender Direktor Stadttheater Gießen GmbH.

## Opern-Raritäten
Ende der 1970er Jahre entstand eine enge Zusammenarbeit zwischen dem Stadttheater Gießen und dem Komponisten Gian Carlo Menotti, der eine Reihe seiner Opern hier selbst inszenierte: Der Konsul (1978/79), La Loca – Johanna die Wahnsinnige (Europäische EA 1980/81), Das Medium (1983/84), Maria Golovin (1985/86), Amelia geht zum Ball (1987/88), Hilfe! Hilfe! Die Globolinks  (1998/99).
Seit vielen Jahren zeichnet sich das Stadttheater Gießen auch durch Inszenierungen in Deutschland teilweise völlig vergessener Opern aus sowie durch zahlreiche Erstaufführungen (EA). Dazu zählen u. a. Scott Joplin: Treemonisha (Europäische EA 1983/84), Stanislaw Moniuszko: Halka (1992/93), John Philip Sousa: Der Feldhauptmann (Europäische EA 1995/96), Manfred Gurlitt: Wozzeck (1997/98), Louis Spohr: Faust (1999/2000), Max Brand: Maschinist Hopkins (1999/2000), Heinrich Marschner: Der Templer und die Jüdin (2000/01), Leoš Janáček: Šárka (2000/01), Alfred Bruneau: L’attaque du moulin (Deutsche EA 2001/02), Ferdinand Hérold: Zampa (2004/05), Saverio Mercadante: Il giuramento (2006/07), Ethel Smyth: Strandräuber (2006/07), Carlos Gomes: Lo schiavo (Deutsche EA 2010/11), Friedrich von Flotow: Alessandro Stradella (2011/12), Giovanni Pacini: Maria Tudor (Deutsche EA 2011/12), Carlos Gomes: Fosca (Deutsche EA 2012/13), Emilio Arrieta: Die Eroberung von Granada (Deutsche EA 2013/14), Gaetano Donizetti: Linda di Chamounix (2014/15), Ernst Krenek: Kehraus um St. Stephan (Deutsche EA 2014/15), François-Adrien Boieldieu: Die weiße Dame (2015/16), Emmerich Kálmán: Operette Ein Herbstmanöver (2017/18, auch CD-Produktion), Umberto Giordano: Mala vita (2018/19) sowie die Uraufführung Alp Arslan von Richard van Schoor (2018/19).

## Leitung

### Intendanten
Hermann Steingoetter (1907–1928), Rudolf Prasch (1928–1933), Hanns König (1933–1935), Hermann Schultze-Griesheim (1935–1941), Hannes Razum (1941), Hans Walter Klein (1941–1943), Anton Ludwig (1943–1945), Kurt Sauerland (1945–1946), Gerd Bries (1946–1948), Adolf Rampelmann (1948–1949), Kurt Sauerland (1949–1950), Anton Ludwig (1950–1954), Friedrich Brandenburg (1954–1958), Wolf Dietrich von Winterfeld (1958–1963), Willi Kowalk (1963–1966), Dietrich Taube (1966–1978), Reinald Heissler-Remy (1978–1988), Jost Miehlbradt (1988–1993), Robert Tannenbaum (1993–1996), Guy Montavon (1996–2002), Cathérine Miville (2002–2022), Simone Sterr (seit 2022).

### Generalmusikdirektoren
(Quelle:)
Fritz Cujé (1933–1935), Paul Walter (1935–1940), Otto Söllner (1940–1944), Karl-Heinz Eckert (1946–1948), Willy Czernik (1948–1954), Emil Häusler (1954–1957), Wolf Dietrich v. Winterfeld (1957–1963), Rudolf Sailer (1963–1965), Gerd Heidger (1965–1991), David de Villiers (1991–1997), Michael Hofstetter (1997–1999), Herbert Gietzen (kommissarisch 1999–2000), Stefan Malzew (2000–2002), Herbert Gietzen (kommissarisch 2002–2003), Carlos Spierer (2003–2011), Michael Hofstetter (2012–2019), Florian Ludwig (2020–2022), Andreas Schüller (seit 2022).

### Spartenleitung
Mit Beginn der Intendanz von Simone Sterr ist Constantin Hochkeppel seit 2022 Leiter der Tanztheatersparte, Mathilde Lehmann seit 2022 Leiterin des Kinder- und Jugendtheaters. Die Schauspielsparte wird von der Intendantin geleitet. Operndirektorin ist Ann-Christine Mecke.